# Prosoponoides sinensis
Prosoponoides sinensis är en spindelart som först beskrevs av Chen 1991.  Prosoponoides sinensis ingår i släktet Prosoponoides och familjen täckvävarspindlar. Inga underarter finns listade i Catalogue of Life.